# Strzyża Górna

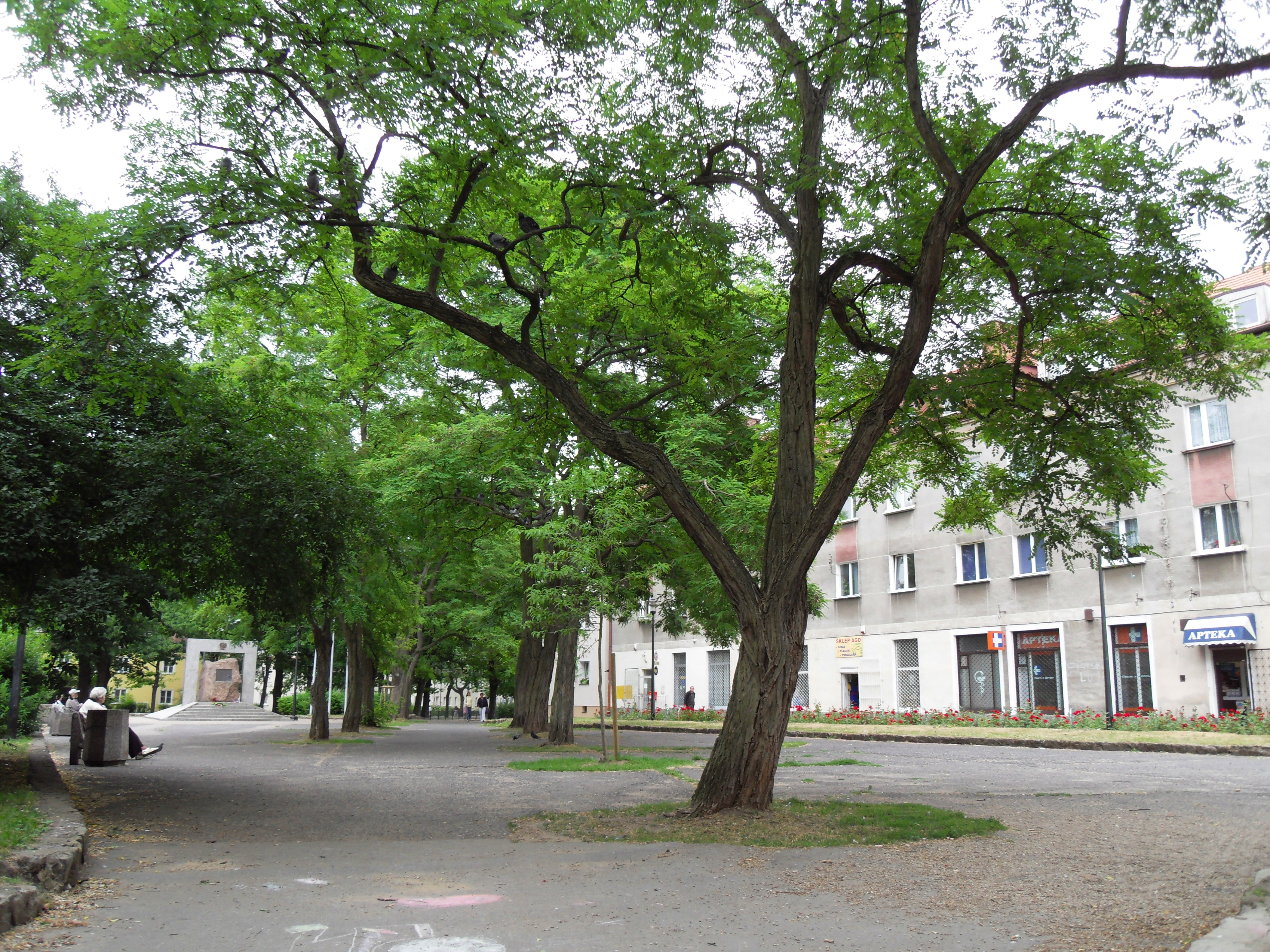
Plac gen. Stanisława Maczka

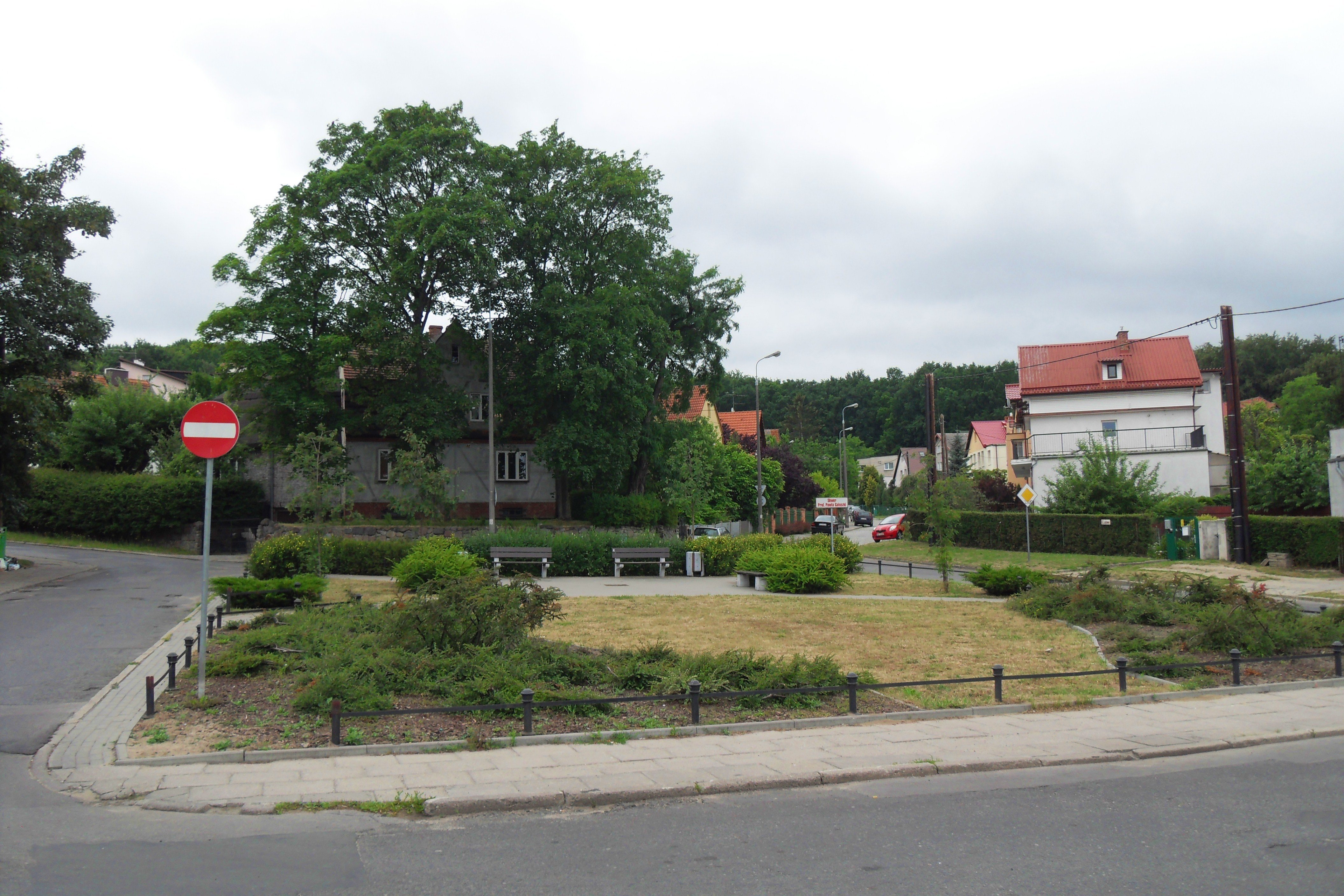
Skwer prof. Pawła Gałuszki

Strzyża Górna (niem. Hochstriess, 1945-1948 Bystrzec Górny) – osiedle w Gdańsku, w dzielnicach Strzyża i Wrzeszcz Górny.
Strzyża Górna została przyłączona w granice administracyjne miasta w 1902. Osiedle należy do okręgu historycznego Wrzeszcz.

## Nazwa
28 marca 1949 r. ustalono urzędową polską nazwę miejscowości – Strzyża Górna, określając drugi przypadek jako Strzyży Górnej, a przymiotnik – górnostrzyski.

## Położenie
Granice Strzyży Górnej niemal w całości pokrywają się z granicami dzielnicy administracyjnej Strzyża, a nawet wykraczają poza jej obszar. Do Strzyży Górnej zalicza się bowiem także należący do dzielnicy administracyjnej Wrzeszcz fragment na północ od Cmentarza Srebrzysko i Jaśkowego Lasu.

## Zabudowa

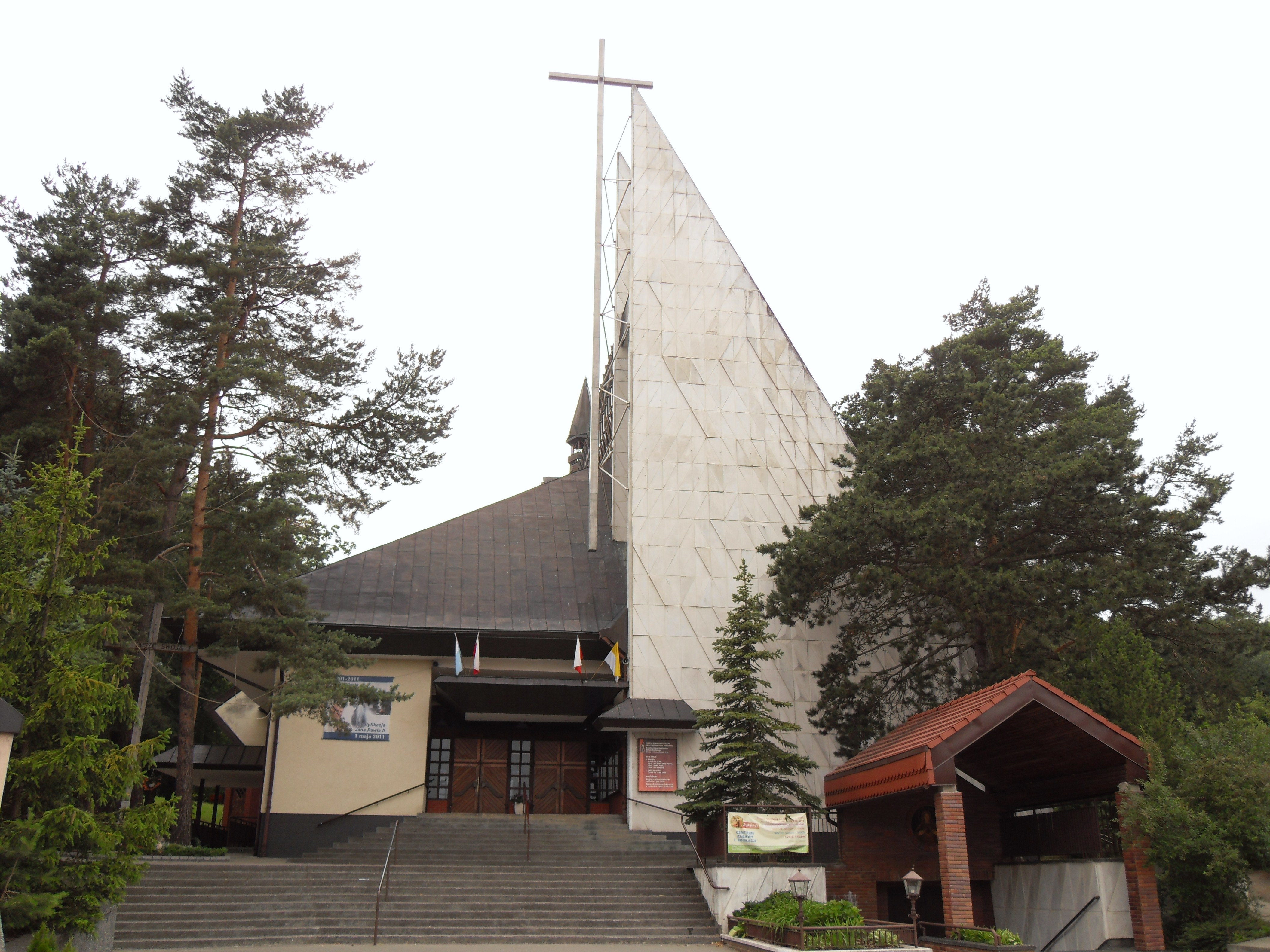
Kościół Zmartwychwstania Pańskiego

Zabudowa na osiedlu ma zróżnicowany charakter. Najbardziej ekskluzywny charakter ma część willowa Strzyży Górnej, znajdująca się bezpośrednio przy dawnej linii kolejowej Wrzeszcz – Kokoszki. 